# Arronches
Arronches is een plaats en gemeente in het Portugese district Portalegre.
De gemeente heeft een totale oppervlakte van 315 km² en telde 3389 inwoners in 2001.

## Plaatsen in de gemeente
- Assunção (Arronches)
- Esperança
- Mosteiros